# Eurodryas semigracilens
Eurodryas semigracilens är en fjärilsart som beskrevs av Cabeau 1931. Eurodryas semigracilens ingår i släktet Eurodryas och familjen praktfjärilar. Inga underarter finns listade i Catalogue of Life.